# Parachromis dovii
Parachromis dovii (hay còn được gọi bằng guapote hoặc wolf cichlid), là một loài cá hoàng đế có nguồn gốc từ Trung Mỹ, nơi nó xuất hiện là ở cả hai sườn núi Honduras, Nicaragua và Costa Rica. Con trưởng thành có thể dài đến 72 cm (2,4 ft). Đây là loài rất quan trọng đối với nghề cá địa phương. Chúng là loài động vật ăn thịt nên thức ăn của chúng là bọ gậy, giun đất, mysis, dế (đối với cá thể lớn) Trong thời gian sinh sản, con cái có thể bỏ ăn trong một khoảng thời gian.
Miễn là một số điều kiện nước được thỏa mãn thì chúng có thẻ dễ dàng sinh sản trong hồ nuôi. Để đảm bảo khả năng sinh sản của chúng ở mức cao nhất, ta nên mua những cá thể gần trưởng thành và nuôi chúng đến khi chúng sẵn sàng. Khi chúng đã đủ tuổi, nên chuyển hết cá hiện tại trong bể mà chỉ để lại một hoặc hai cặp cá lại. Sau đó chúng trở nên hung dữ và bắt đầu chiếm lãnh thổ. Đến lúc này, con đực bắt đầu dựng đứng vây của nó lên để thu hút con cái. Sau đó chúng làm phẳng bề mặt mà chúng sẽ đẻ trúng rồi con cái sẽ đẻ khoảng 1000 trứng màu cam và con đực sẽ thụ tinh cho nó. Sau 7 ngày chúng mới có thể tự bơi được và có kích thước rất nhỏ.
Nếu để phối giống, tránh mua cá ở một địa điểm vì có thể cả hai có cùng bố mẹ. Và con non sẽ bị nhiều dị tật do giao phối cận huyết.
Thể tích hồ cá ít nhất nên là 800 lít(210 gallon Mỹ) cho một cặp sinh sản của loài này.
Parachromis dovii là cá hung dữ, nên cẩn thận khi cho tay vào bể.

## Chất lượng nước
Độ pH tốt nhất là 7,0 - 8,0(tính kiềm). Nhiệt độ khoảng 24–27 °C (75-81 °F). Nhiệt độ cao hơn sẽ làm tăng sự trao đổi chất, do đó làm tăng tỷ lệ ăn, do đó làm tăng sự tăng trưởng và nó cũng có lợi trong việc ngăn chặn ký sinh trùng. Nhiệt độ thấp hơn làm giảm tất cả các khả năng của Dovii, bao gồm khả năng miễn dịch của chúng, làm cho chúng dễ bị bệnh hơn. Tuy nhiên, có tin đồn rằng việc thay nước hồ cá bằng nước hơi lạnh hơn sẽ tạo ra mưa giả. Trong tự nhiên, mưa rơi đại diện cho một thời gian lý tưởng để đẻ trứng, và nước lạnh hơn có thể kích hoạt hoạt động sinh sản.